# 金子恭之
金子 恭之（かねこ やすし、1961年2月27日 - ）は、日本の政治家。自由民主党所属の衆議院議員（9期）、衆議院東日本大震災復興・防災・災害対策に関する特別委員長。
総務大臣（第25・26代）、国土交通副大臣（福田康夫改造内閣・麻生内閣）、農林水産大臣政務官（第3次小泉改造内閣）、衆議院国土交通委員長、自民党たばこ議員連盟幹事長代理、衆議院災害対策特別委員長を歴任した。

## 来歴
熊本県球磨郡深田村（現あさぎり町）生まれ。熊本県立人吉高等学校、早稲田大学商学部卒業後、田代由紀男参議院議員秘書を経て、1992年から園田博之衆議院議員秘書を務める。
2000年、第42回衆議院議員総選挙に熊本5区から無所属で出馬し、自由民主党公認の矢上雅義らを破り初当選した。当選後、同じく保守系無所属で当選した衆院議員9人による院内会派「21世紀クラブ」（代表:山本幸三）を結成。同年11月の加藤の乱に際しては、森内閣不信任決議案の採決には欠席した。21世紀クラブ所属議員のうち、森内閣不信任案に反対した山本、上川陽子、北村誠吾、平井卓也、谷本龍哉の5人は自民党入党が認められたが、欠席した金子、近藤基彦は選挙区事情もあって入党が認められず、2000年12月に無所属の会に入党（不信任案に反対しながらも選挙区事情から自民党入党が認められなかった宇田川芳雄も無所属の会に入党）。2001年11月、無所属の会を離党し、自民党に入党した。
2003年、自由民主党青年局長に就任。2005年、第3次小泉改造内閣で農林水産大臣政務官に任命された。2008年、福田康夫改造内閣で国土交通副大臣に任命され、麻生内閣まで務める。
2009年の第45回衆議院議員総選挙では熊本5区から自民党公認で出馬し、社会民主党公認で元八代市長の中島隆利を破り4選（中島も比例復活）。
2012年の第46回衆議院議員総選挙では中島の比例復活を許さず5選。選挙後、衆議院国土交通委員長に就任、2013年秋自民党ネットサポーターズクラブ（J-NSC）第3代代表就任。2014年の第47回衆議院議員総選挙で6選。
2017年の第48回衆議院議員総選挙では、熊本県内の小選挙区割変更に伴い、熊本4区から出馬し、7選。2018年3月、岸田派に入会。
2021年10月4日、岸田内閣で総務大臣として初入閣。
2021年10月31日の第49回衆議院議員総選挙で8選。
2024年9月12日、自民党総裁選挙が告示され、旧岸田派からは林芳正と上川陽子の2人が立候補した。投票日前日の9月26日22時半頃、産経新聞は、麻生太郎が1回目の投票から高市早苗を支援するよう自派閥の議員に指示を出したとスクープした。9月27日朝、岸田文雄首相は高市が決選投票に残る可能性が高いと踏み、「決選は高市氏以外。党員票が多い方に投じてほしい」と旧岸田派のメンバーに一気に指示を下ろした。高市は1回目の議員投票で、報道各社の事前調査での30～40票を大きく上回る72票を獲得した。党員数と合わせた得票数は1位だったが、決選投票で石破茂に敗れた。金子は1回目の投票では林に投じ、決選投票では石破に投じた。
2024年10月27日の第50回衆議院議員総選挙で9選。同年11月28日、衆議院東日本大震災復興・防災・災害対策に関する特別委員長に就任。

## 政策・主張
憲法問題
- 憲法改正に賛成[10]。一方で、2014年5月に超党派の「立憲フォーラム」がノルウェーのノーベル平和賞委員会へ提出した「憲法9条にノーベル平和賞の授与を求める署名」に署名した。金子は「秘書のミス。反省している」としている[11]。
- 集団的自衛権の行使を禁じた政府の憲法解釈を見直すことに賛成[10]。
- 日本の核武装について検討すべきでないとしている[10]。

選択的夫婦別姓
- 2014年のアンケートに、選択的夫婦別姓制度の導入に反対と回答[12]。
- 2021年1月30日、金子ら自民党国会議員有志50人は、47都道府県議会議長のうち同党所属の約40人に、選択的夫婦別姓の導入に賛同する意見書を採択しないよう求める文書を提出した。地方議員や市民団体は、地方議会の独立性を脅かす行為だとして金子らを批判した[13][14][15][16]。

その他
- 消費税の10%への増税に賛成[10]。
- 原子力規制委員会の新基準を満たした原発は再開すべきとしている[10]。
- 女性宮家の創設に反対[10]。
- 日本のTPP参加に反対[10]。
- 企業や団体からの政治献金の全面禁止に反対[10]。
- 永住外国人への地方参政権付与に反対しており[17]、2010年4月17日に日本武道館で開かれた外国人参政権反対の集会に出席している[18]。
- 日本軍が慰安婦を強制連行したとする主張に反対[19]。
- 漫画や映画などでの暴力描写や性描写の規制強化に賛成。第193回国会において「青少年健全育成基本法の制定に関する請願」を提出している[20]。

## 政治献金
- 全国たばこ販売政治連盟や全国たばこ耕作者政治連盟といったたばこ関連団体から、2010年から2015年の間に122万円の政治献金を受けている[21]。

## 不祥事

### 迂回献金問題
- 熊本県の川辺川ダム周辺の建設業者から山崎拓自民党幹事長の選挙区支部に入った政治献金が、同氏の資金管理団体を経由して金子に寄付されていた。金子は当時無所属であり、政治資金規正法により企業献金を受け取れない状態であったため、山崎拓を経由したと見られている。金額は2000年に1000万円、2001年に1100万円に上ったと指摘された[22][23][24]。

## 所属団体・議員連盟
- 自民党たばこ議員連盟（幹事長代理）[25][26]
- 自由民主党たばこ特別委員会（委員長代理、事務局長）[27]
- 日本会議国会議員懇談会[28]
- 神道政治連盟国会議員懇談会[28]
- みんなで靖国神社に参拝する国会議員の会[28]
- さいこう日本[29]
- 真の人権擁護を考える懇談会
- 平和を願い真の国益を考え靖国神社参拝を支持する若手国会議員の会
- 国際観光産業振興議員連盟（カジノ議連）[30]
- TPP交渉における国益を守り抜く会
- 対中政策に関する国会議員連盟
- ボーイスカウト振興国会議員連盟 [31]
- 人権外交を超党派で考える議員連盟 [32]

## 選挙歴
| 当落 | 選挙                   | 執行日         | 年齢 | 選挙区      | 政党       | 得票数     | 得票率 | 定数 | 得票順位 /候補者数 | 政党内比例順位 /政党当選者数 |
| ---- | ---------------------- | -------------- | ---- | ----------- | ---------- | ---------- | ------ | ---- | ------------------ | ---------------------------- |
| 当   | 第42回衆議院議員総選挙 | 2000年06月25日 | 39   | 熊本県第5区 | 無所属     | 6万2812票  | 34.25% | 1    | 1/7                | /                            |
| 当   | 第43回衆議院議員総選挙 | 2003年11月09日 | 42   | 熊本県第5区 | 自由民主党 | 9万5321票  | 57.84% | 1    | 1/3                | /                            |
| 当   | 第44回衆議院議員総選挙 | 2005年09月11日 | 44   | 熊本県第5区 | 自由民主党 | 10万5690票 | 61.59% | 1    | 1/2                | /                            |
| 当   | 第45回衆議院議員総選挙 | 2009年08月30日 | 48   | 熊本県第5区 | 自由民主党 | 9万8632票  | 55.10% | 1    | 1/4                | /                            |
| 当   | 第46回衆議院議員総選挙 | 2012年12月16日 | 51   | 熊本県第5区 | 自由民主党 | 9万553票   | 64.51% | 1    | 1/3                | /                            |
| 当   | 第47回衆議院議員総選挙 | 2014年12月14日 | 53   | 熊本県第5区 | 自由民主党 | 8万7874票  | 69.51% | 1    | 1/3                | /                            |
| 当   | 第48回衆議院議員総選挙 | 2017年10月22日 | 56   | 熊本県第4区 | 自由民主党 | 15万453票  | 62.76% | 1    | 1/2                | /                            |
| 当   | 第49回衆議院議員総選挙 | 2021年10月31日 | 60   | 熊本県第4区 | 自由民主党 | 15万5572票 | 68.07% | 1    | 1/2                | /                            |
| 当   | 第50回衆議院議員総選挙 | 2024年10月27日 | 63   | 熊本県第4区 | 自由民主党 | 11万9947票 | 58.28% | 1    | 1/3                | /                            |